# Marco Bonanomi
Pour les articles homonymes, voir Bonanomi.
Marco Bonanomi (né le 12 mars 1985 à Lecco) est un pilote automobile italien. 

## Carrière automobile
- 2001 : Championnat d'Italie de Formule Renault Winter Series
- 2002 : Championnat d'Italie de Formule Renault 15e
- 2003 : Championnat d'Italie de Formule 3 4e (1 victoire, 4 podiums)
- 2004 : Formule 3 Euroseries Non classé
- 2005 : Formule 3 Euroseries 11e (1 podium)
- 2006 : World Series by Renault 30e
- 2007 : World Series by Renault 12e
- 2008 : World Series by Renault 7e
  - GP2 Asia Series 12e (1 victoire)

## Palmarès
- Euroseries 3000
  - Vice-champion en 2006 et 2009

- Championnat italien de Grand Tourisme
  - Champion dans la catégorie GT3 en 2011
  - Vice-champion dans la catégorie GT3 en 2010

- 24 Heures de Zolder
  - Victoire en 2012 au volant d'une Audi R8 LMS du W Racing Team en compagnie de Edward Sandström, Anthony Kumpen et Laurens Vanthoor

- 24 Heures du Mans
  - 3e lors de sa première participation en 2012

## Résultats aux 24 Heures du Mans
| Année | Voiture                 | Équipe                   | Équipiers                        | Résultat |
| ----- | ----------------------- | ------------------------ | -------------------------------- | -------- |
| 2012  | Audi R18 Ultra          | Audi Sport North America | Oliver Jarvis Mike Rockenfeller  | 3e       |
| 2014  | Audi R18 e-tron quattro | Audi Sport Team Joest    | Oliver Jarvis Filipe Albuquerque | Abandon  |
| 2015  | Audi R18 e-tron quattro | Audi Sport Team Joest    | Filipe Albuquerque René Rast     | 7e       |
| 2017  | ENSO CLM P1/01-Nissan   | ByKolles Racing          | Oliver Webb Dominik Kraihamer    | Abandon  |